# Station Zarośle
Station Zarośle is een spoorwegstation in de Poolse plaats Zarośle.